# Tokyo Mew Mew
Tokyo Mew Mew (яп. 東京ミュウミュウ То:кё: мю: мю:, неоф. рус. Токио Мяу Мяу) или Mew Mew Power — сёдзё-манга, историю для которой сочинила Рэйко Ёсида, а проиллюстрировала Миа Икуми. Манга по главам выходила в журнале Nakayoshi с сентября 2000 года по февраль 2003 года, и позднее была опубликована в семи томах издательством «Коданся». Сюжет повествует о пяти девочках, которые благодаря слиянию с ДНК редких животных обрели сверхспособности и могут превращаться в супергероинь «Мяу Мяу». Возглавляемая Итиго Момомией, команда защищает Землю от пришельцев, желающих «вернуть» её.
Вскоре по манге было снято 52-серийное аниме. Оно было сделано на студии Studio Pierrot и транслировалось в Японии с 6 апреля 2002 года по 29 марта 2003 года на каналах TV Aichi, Animax и TV Tokyo. С апреля 2003 года по февраль 2004 года в журнале Nakayoshi начало публиковаться двухтомное продолжение оригинальной манги под названием Tokyo Mew Mew a la Mode. В сиквеле представлена новая Мяу Мяу по имени Бэрри Сираюки, временно заменяющая находящуюся в Англии Итиго. Также были созданы две видеоигры: игра-пазл для консоли Game Boy Advance и ролевая игра для Sony PlayStation.
Манга была лицензирована компанией Tokyopop для публикации на английском языке; в Северной Америке была опубликована вся оригинальная серия, а также продолжение. Компания 4Kids Entertainment лицензировала аниме для показа по американскому телевидению; сериал получил название Mew Mew Power. Аниме было продублировано на английский язык и в результате монтажа сокращено до 23-х серий. Показ сериала Mew Mew Power прошёл в Соединённых Штатах по телеканалу 4Kids TV, впоследствии мультфильм транслировался по YTV в Канаде (уже в количестве 26 серий), так как 4Kids Entertainment не смогла продлить лицензию и была вынуждена прекратить вещание.
Положительно принятая англоговорящими читателями, манга спустя несколько месяцев после публикации появилась в списках лидеров продаж среди графических произведений. Критики отзывались о манге как о «милом и забавном произведении в свободном стиле». Манга A la mode была признана достойным продолжением, хотя и подверглась критике за то, что не предложила читателю ничего нового. Аниме-адаптация во время трансляции в Японии имела высокие рейтинги. Сериал Mew Mew Power стал одним из лучших шоу на 4Kids, будучи также раскритикованным за обширный монтаж и удаление многих японских элементов. Американская версия сериала была лицензирована для вещания в других странах.

## Сюжет
Девочка 13 лет по имени Итиго Момомия гуляет в парке с Масаей Аоямой — парнем, в которого давно влюблена. Вдруг происходит взрыв, и она теряет сознание. Во сне она видит кошку, которая входит в её тело. После пробуждения на неё нападает странный монстр-химера, но она видит двух молодых людей, Рё Сироганэ и Кэйитиро Акасаку, которые советуют превратиться в кошку. Превратившись, Итиго побеждает монстра. После этого Рё и Кэйитиро объясняют ей, что её ДНК и ДНК ириомотейской кошки слилось воедино, и что она теперь получеловек-полукошка. Кроме того, Итиго узнаёт, что подобные метаморфозы испытали и другие девочки, которые получили возможность превращаться в животных из Красной книги. После этого Итиго начинает испытывать побочные эффекты: она ведёт себя как кошка (то есть всё время спит, ест рыбу, может прыгать с большой высоты и предсказывать погоду). Впоследствии к Итиго присоединяются Минт Айдзава, Летус Мидорикава, Пурин Фон и фотомодель Дзакуро Фудзивара. Все они получили свои способности благодаря Мяу-проекту, начатому профессором Сироганэ, отцом Рё. Целью проекта был поиск способа введения генов животного в ДНК человека. Из-за несчастного случая в лаборатории профессор и его жена погибли, и 10-летний Рё осиротел. Переехав в Японию, он вместе с Кэйитиро продолжил Мяу-проект.
Пять героинь вступают в борьбу с химерами и их хозяевами-пришельцами: Киссю, Паем и Таруто. Киссю влюбляется в Итиго и пытается добиться от неё взаимности несмотря на то, что одновременно с этим он пытается уничтожить остальных Мяу Мяу. Пай и Таруто позднее присоединяются к Киссю, чтобы помочь тому расправиться с Мяу Мяу.
Сражения становятся всё сложнее и сложнее, и Мяу Мяу начинают искать «мяу аква» — материал, созданный из чистой воды и обладающий огромной силой, способной сокрушить пришельцев. Во время боя с Киссю в аквариуме Итиго оказывается на грани поражения, но появляется таинственный Голубой Рыцарь и спасает её. Впоследствии он ещё несколько раз появляется, чтобы защитить Итиго от опасностей. Позже выясняется, что рыцарь — это Масая. Затем Масая теряет сознание и вновь превращается, но теперь уже в лидера пришельцев Глубокую Синеву, желающего уничтожить человечество. Объяснив Итиго, что Масая был всего лишь неудачной формой для временных целей, Глубокая Синева нападает на Мяу Мяу. Личность Масаи на короткое время берёт верх, и он использует «мяу аква», чтобы уничтожить Глубокую Синеву, убив тем самым и себя. Плача над его телом, Итиго передаёт свою силу Масае, чтобы спасти его жизнь. Масая целует её, она снова превращается в человека и оживает. Рё передаёт Паю материю «мяу аква», способную спасти мир пришельцев, после чего Киссю, Пай и Таруто прощаются и возвращаются в свой мир.

### Продолжение
По сюжету двухтомного продолжения, Tokyo Mew Mew a La Mode, Итиго и Масая едут в Англию, чтобы изучать исчезающие виды животных. Команда Мяу Мяу продолжает борьбу с химерами, оставшимися после ухода пришельцев. Им также приходится столкнуться с новой угрозой — группой «крестоносцев Святой Розы», желающей завоевать мир и создать в нём утопию. Временным лидером Мяу Мяу становится Бэрри Сираюки, недавно присоединившаяся к команде. Она становится первой Мяу Мяу, слившейся с ДНК сразу двух редких животных: андской кошки и лазающего зайца. Как одна из сильнейших Мяу Мяу, Бэрри становится целью двух крестоносцев, которые нападают на неё в школе. Итиго возвращается и помогает в бою против них. Чтобы нанести решающий удар, крестоносцы гипнотизируют жителей Токио и направляют их против Мяу Мяу. Бэрри и её друг детства Тасуку Мэгуро, недавно осознавшие свою любовь друг к другу, снимают гипноз и изменяют чувства в сердцах крестоносцев.

## История создания
Мангака Миа Икуми потратила год на создание манги Tokyo Mew Mew, первый том которой был опубликован в феврале 2001 года. История, которую она первоначально представила своим редакторам, называлась Tokyo Black Cat Girl, а главную героиню звали Химэ Адзуми. Офицер межгалактической полиции по имени Мася наделил её способностью превращаться в девушку-кошку и попросил помочь ему в сражении с инопланетными захватчиками — «Жуками». Однако издатели решили сфокусировать внимание на пяти супергероинях и попросили Икуми скорректировать главного персонажа. Мангака сомневалась в необходимости внесения изменений, ведь её персонаж изначально создавался для драматической серии.
Работая над дизайном четырёх других персонажей, Икуми нарисовала несколько возможных вариантов костюмов, включая девушку-мышку. Однако в конечный вариант произведения данный дизайн не попал. По окончании работы над главными героинями Икуми в качестве имён дала им названия еды: Итиго (клубника), Минт (мята), Летус (салат-латук), Пурин (пудинг) и Дзакуро (гранат). Во время работы автору было предложено переименовать персонажей в названия цветов, однако имена были оставлены в первоначальном варианте. Персонаж Мася из манги Tokyo Black Cat Girl был перенесён в Tokyo Mew Mew с сохранением изначального имени и внешности. В шутку придуманное автором название атаки Итиго «Strawberry Bell Bell» было сочтено редакторами забавным и включено в мангу; Икуми отмечала, что в дальнейшем придумывала атакам именно «смешно звучащие» названия.
С началом полноценной работы над проектом Tokyo Mew Mew издательство Kodansha наняло Рэйко Ёсиду для работы над сценарием и надзора за ним. Ёсида и два других редактора работали над созданием сюжета каждого тома манги и над диалогами, а затем представили результаты Икуми. Икуми внесла собственные изменения и дополнения, и черновой вариант произведения был направлен в издательство для последнего просмотра и утверждения.
После выпуска первого тома во время Золотой недели в Японии в качестве рекламной акции был проведён двухдневный фестиваль Tokyo Mew Mew. На нём была продемонстрирована художественная галерея из Tokyo Mew Mew и осуществлена реализация сопутствующих товаров. Для фестиваля Икуми создала постер с изображением всех двенадцати персонажей. Она также занималась косплеем, изображая персонажей своей манги — Минт Айдзаву и Летус Мидорикаву.

## Медиа-издания

### Манга
Написанная Рэйко Ёсидой и проиллюстрированная Мией Икуми, манга Tokyo Mew Mew публиковалась в журнале Nakayoshi в период с сентября 2000 года по февраль 2003 года. Впоследствии 29 глав были объединены издательством Kodansha в семь танкобонов, первый из которых был опубликован 1 февраля 2001 года, а последний — 4 апреля 2003 года. История Tokyo Black Cat Girl была опубликована в Nakayoshi в феврале 2000 года. В апреле 2003 года на страницах Nakayoshi появилось продолжение оригинальной манги под названием Tokyo Mew Mew a la Mode. Эта манга, состоящая из двух томов, была написана исключительно Мией Икуми и публиковалась до февраля 2004 года.
Манги Tokyo Mew Mew и Tokyo Mew Mew a la Mode были лицензированы компанией Tokyopop для публикации на английском языке. Первый том основной серии был издан 8 апреля 2003 года, следующие тома выходили каждый месяц, седьмой том был опубликован 11 мая 2004 года. В дальнейшем были опубликованы два тома Tokyo Mew Mew a la Mode; первый — 7 июня 2005 года, а второй — 8 декабря 2006 года. В отличие от японского издания каждая глава в издании Tokyopop имела название. Манга на английском языке была выпущена компанией Chuang Yi в Сингапуре. Компания Carlsen Verlag приобрела лицензию на издание манги и выпустила её на немецком, датском и шведском языках. Оригинальная манга публиковалась также и в других странах: во Франции (Pika Édition), в Польше (Japonica Polonica Fantastica), в Финляндии (Sangatsu Manga), в Испании (Norma Editorial). Tokyo Mew Mew стала одной из первых манг, изданных компанией Public Square Books в Северной Америке на испанском языке.

### Аниме
Манга Tokyo Mew Mew была адаптирована студией Studio Pierrot в 52-серийное аниме, режиссёр — Нориюки Абэ. Телевещание, осуществляемое по каналам TV Aichi и TV Tokyo, началось 6 апреля 2002 года и завершилось 29 марта 2003 года; транслировалась одна серия в неделю. Большинство музыкальных композиций к аниме было создано Такаюки Нэгиси под руководством Сина Ёсимуры. В открывающей заставке была использована песня «My Sweet Heart» (исполнитель — Рика Комацу). В закрывающей теме в исполнении пяти сэйю, озвучивших главных героинь, звучит песня «Koi wa A La Mode». В Японии сериал был выпущен на девяти DVD-дисках, куда также вошёл дополнительный контент.
Позднее аниме-сериал Tokyo Mew Mew был лицензирован компанией 4Kids Entertainment для релиза на английском языке. В анонсе компания сообщила, что мультфильм будет переименован в Hollywood Mew Mew, и что благодаря локализации и монтажу зрители не найдут в нём ничего общего с японским оригиналом. В последующих пресс-релизах компании фигурировало новое название сериала The Mew Mews, а также оригинальное Tokyo Mew Mew. 19 февраля 2005 года на канале Fox Kids состоялась премьера сериала, который теперь получил название Mew Mew Power. В сериале были изменены имена персонажей и названия серий, были урезаны сцены и изменены некоторые сюжетные моменты. Изменениям подверглась также и музыка — в качестве открывающей заставки была использована песня «Team Up» в исполнении певицы Бри Шарп. В Соединённый Штатах всего было показано 23 серии, а затем в связи с отзывом лицензии компания 4Kids Entertainment прекратила вещание. Сериал был показан в Канаде по каналу YTV и Великобритании по Pop Girl; в него были добавлены три новые серии.
Хотя сериал Mew Mew Power не был издан в Северной Америке в формате домашнего видео, 10 серий от 4Kids были выпущены на DVD-дисках в Австралии и Новой Зеландии компанией Magna Pacific, а в Южной Африке также на DVD вышли все 26 серий Mew Mew Power. Аниме Mew Mew Power было лицензировано компанией Arès Films для регионального вещания во Франции, впоследствии, в феврале 2006 года, выпустившей 9 серий на одном DVD. Компания также лицензировала остальные серии оригинального аниме, выпустив их на двух бокс-сетах.

### Компьютерные игры
В 2002 году компанией Takara были выпущены 2 компьютерные игры, основанные на серии Tokyo Mew Mew. Первая игра, Hamepane Tōkyō Myū Myū (яп. はめパネ 東京ミュウミュウ), в жанре пазл для платформы Game Boy Advance, была выпущена в Японии 11 июля 2002 года.
Вторая игра, Tōkyō Mew Mew – Toujou Shin Mew Mew! – Minna Issho ni Gohoushi Suru Nyan (яп. 東京ミュウミュウ 登場 新ミュウミュウ! みんないっしょにご奉仕するにゃん), вышла в Японии 5 декабря 2002 года. Это пошаговая ролевая игра для консоли PlayStation, в которой игрок управляет новой Мяу Мяу по имени Ринго Акаи (яп. 赤井 りんご Акаи Ринго), а также пятью главными героинями. Они должны защитить остров Ринго от Киссю, химер и пришельца по имени Гатэу де Рои (яп. ガトー•デュ•ロワ). Персонажи Ринго и Гатэу были созданы Мией Икуми в соответствии с пожеланиями компании Takara. Игровых персонажей озвучили те же сэйю, что и в оригинальном аниме-сериале, Ринго была озвучена Таэко Каватой, Гатэу — Рётаро Окиаю. Икуми была довольна новыми персонажами и выразила желание включить Ринго в будущую мангу в качестве основного персонажа. Ринго впоследствии появилась в дополнительной главе второго тома манги Tokyo Mew Mew a la Mode.

### Компакт-диски
На основе серии Tokyo Mew Mew компанией King Records было выпущено несколько компакт-дисков. Первый CD-сингл содержал полную и караоке-версию песни «Koi wa A La Mode» в исполнении пяти сэйю, а второй сингл был исполнен Саки Накадзимой, озвучивавшей Итиго.
24 июля 2002 года было выпущено коллекционное ограниченное издание, состоящее из пяти дисков с песнями персонажей Tokyo Mew Mew и ремиксом песни «Koi wa A La Mode». Отдельные диски с песнями персонажей поступили в продажу 4 сентября 2002 года. 25 декабря того же года последовал CD-сборник с переделанными версиями двух песен из сериала. Второй CD с пятью песнями в исполнении Накадзимы был выпущен 26 февраля 2003 года.
Первый полный саундтрек аниме под названием Tokyo Mew Mew Original Soundtrack был выпущен 25 сентября 2002 года компанией NEC. В него вошли открывающая и закрывающая композиции, а также 27 мелодий фоновой музыки. 22 января 2003 года NEC выпустила второй саундтрек; в его состав вошли открывающая и закрывающая композиции и 29 дополнительных мелодий. 26 марта 2003 вышли в свет два CD-диска: Tokyo Mew Mew Super Best Hit — Cafe Mew Mew side и Tokyo Mew Mew Super Best Hit — Tokyo Mew Mew side. Каждый из них состоял из 10 наиболее популярных мелодий сериала.
| №   | Название                             | Автор(ы)       | Длительность |
| --- | ------------------------------------ | -------------- | ------------ |
| 1.  | «My Sweet Heart»                     | Рика Комацу    | 1:33         |
| 2.  | «Subtitle ~nyan~»                    | Такаюки Нэгиси | 0:09         |
| 3.  | «Sawayaka na asa»                    | Такаюки Нэгиси | 1:54         |
| 4.  | «Minna ohayô!»                       | Такаюки Нэгиси | 1:41         |
| 5.  | «Uwaaa~ Chikoku surû»                | Такаюки Нэгиси | 1:45         |
| 6.  | «Minna de oshaberi»                  | Такаюки Нэгиси | 1:33         |
| 7.  | «Aa, tsukareta»                      | Такаюки Нэгиси | 1:47         |
| 8.  | «Cafe Mew Mew e yôkoso!»             | Такаюки Нэгиси | 1:41         |
| 9.  | «Uwarashi no Ballerina»              | Такаюки Нэгиси | 2:08         |
| 10. | «Akogare no Aoyama-kun»              | Такаюки Нэгиси | 1:47         |
| 11. | «Aoyama-kun... Daisuki»              | Такаюки Нэгиси | 2:05         |
| 12. | «Eye Catch ~nyan~»                   | Такаюки Нэгиси | 0:09         |
| 13. | «Kishû no takurami»                  | Такаюки Нэгиси | 1:37         |
| 14. | «Fuan na Yokan»                      | Такаюки Нэгиси | 1:38         |
| 15. | «Alien ga arawareta»                 | Такаюки Нэгиси | 1:40         |
| 16. | «Teki kara no Kôgeki»                | Такаюки Нэгиси | 1:28         |
| 17. | «Mew Ichigo no Theme»                | Такаюки Нэгиси | 0:46         |
| 18. | «Mew Mint no Theme»                  | Такаюки Нэгиси | 1:05         |
| 19. | «Mew Lettuce no Theme»               | Такаюки Нэгиси | 1:05         |
| 20. | «Mew Purin no Theme»                 | Такаюки Нэгиси | 1:04         |
| 21. | «Mew Zakuro no Theme»                | Такаюки Нэгиси | 1:07         |
| 22. | «Gonin sorotte, Tôkyô Mew Mew»       | Такаюки Нэгиси | 0:18         |
| 23. | «Chikyû no Mirai, gohôshi suru nyan» | Такаюки Нэгиси | 1:42         |
| 24. | «Strawberry Check!!»                 | Такаюки Нэгиси | 0:28         |
| 25. | «Kaishû!»                            | Такаюки Нэгиси | 0:10         |
| 26. | «Kyô mo ichinichi gokurôsama»        | Такаюки Нэгиси | 1:33         |
| 27. | «Mata ashita ne»                     | Такаюки Нэгиси | 2:13         |
| 28. | «Jikai Yokoku ~nyan~»                | Такаюки Нэгиси | 0:34         |
| 29. | «Koi wa à la Mode»                   | Такаюки Нэгиси | 1:28         |

## Отзывы и критика
Манга Tokyo Mew Mew была благоприятно воспринята англоговорящей аудиторией. В марте и апреле 2003 года продажи первого тома составили приблизительно 1597 и 1746 копий соответственно. В результате том занял одно из последних мест в списке 50 лучших продаж за оба месяца. К 2004 году, когда большинство томов серии уже вышли, манга под лицензией Tokyopop добилась некоторого успеха. В первом квартале 2004 года она заняла 16-е место в списке Manga Top 50 по версии ICv2 Retailers Guide to Anime/Manga, основанной на анализе продаж произведения как из ведущих книжных магазинов, так и из прилавков комиксов. С выходом шестого и седьмого томов продажи манги пошли на спад; однако оба тома заняли места в списке 100 наиболее продаваемых графических произведений за март и май 2004 года. В мае 2005 года первый том манги Tokyo Mew Mew a la Mode в том же списке занял 63-е место, а его продажи почти вдвое превысили последний том оригинальной манги. В чартах Nielsen Bookscan первый том манги впервые появился на 39-м месте, а затем быстро достиг 14-го. Второй том a la Mode имел аналогичный успех, с 69-го места переместившись на 12-е, что стало результатом показа аниме Mew Mew Power по телеканалу 4Kids TV.
Tokyo Mew Mew была преимущественно благоприятно воспринята обозревателями, описывающими произведение как милое и забавное. Отмечалось её сходство с мангами Сейлор Мун, Wedding Peach, Kamikaze Kaito Jeanne и Dream Saga. Патрик Кинг из AnimeFringe, хотя и посчитавший серию не слишком интеллектуальной, отозвался о ней как о «захватывающем романтическом зрелище, не подверженном мании величия». Он говорил: «одна из наиболее привлекательных черт манги — безусловно ультра-милый рисунок Мии Икуми. Большие глаза, кошачьи ушки, пушистые хвостики и короткие юбки — всё это создаёт милую атмосферу, которой трудно сопротивляться». Обозревателю понравились авторские комментарии Мии Икуми, а также отсутствие в манге «бросающихся в глаза ошибок» и удачное размещение кадров. Отмечая привлекательность персонажей и их костюмов, Кинг сравнил Tokyo Mew Mew с мангой Di Gi Charat. В заключении было сказано, что манга Tokyo Mew Mew — «достаточно забавное произведение для того, чтобы привлечь внимание не только женской читательской аудитории». Также высказывалось мнение о том, что среди других произведений жанра махо-сёдзё Tokyo Mew Mew ничем особенным не выделяется и многим читателям может показаться скучной.
Критики положительно отзывались о прорисовке обеих манг. «Свободный стиль», в котором рисовала Икуми, был сочтён прекрасно соответствующим всей серии. Мангака также подверглась и критике за изображения, регулярно выступающие за пределы границ кадра, и неоднозначность в прорисовке словесных пузырей. По мнению Карлоса Сантоса из Anime News Network, «художественный стиль Мии Икуми прекрасно сочетается с сюжетом, и даже не всё то, что тонкое и разукрашенное, сравнимо с элементом сёдзё. Икуми, как и многие перспективные мангаки, имеет большой потенциал в детальном изображении портретов персонажей, а плодовитое использование тонов создаёт уникальные эффекты, которые затмевают недостатки в прорисовке фонов». Шенон Геррити подвергла мангу критике, назвав её «скучной, вялой и творчески пустой», отметив, что «издатель включил сюда все элементы махо-сёдзё, какие только возможно». По её мнению, в манге слабо раскрыта «нравоучительная» тема вымирающих видов животных. В связи с простотой и безобидностью сюжета манга Tokyo Mew Mew была рекомендована для читателей того же возраста, что и главная героиня.

### О Tokyo Mew Mew a La Mode
Манга Tokyo Mew Mew a La Mode получила смешанные отзывы. Критики хвалили её за современное представление концепции махо-сёдзё со всеми достоинствами и недостатками. На сайте «Manga Life» произведение было названо классической мангой, предназначенной для девочек-подростков в возрасте от 10 до 14 лет; сочетание забавных персонажей с большими глазами, школьной среды, подростковых эмоций и романтики, по мнению обозревателя, чётко даёт понять, для какой возрастной категории предназначена манга. Майк Дунган из Mania Entertainment признал оригинальную серию «всецело обаятельной» и посчитал a la Mode достойным продолжением, «такой же весёлой и захватывающей» как и оригинальная манга. Рецензент отметил, что обилие юмора проявляется даже в разгар боя. Бэрри была названа весёлым, энергичным и жизнерадостным персонажем, а Тасуку — прекрасной парой для неё. Обозреватель также положительно оценил использование в манге нескольких шрифтов для записи диалогов и внутренних мыслей персонажей.
Другие критики посчитали главную героиню Итиго слишком поверхностной, а сиквел — не предлагающим читателю абсолютно ничего нового; была отмечена схожесть костюмов крестоносцев Святой Розы с аналогами из сериала Sailor Moon. Джанет Крокер, Шеннон Фей и Крис Истел раскритиковали A la Mode за костюм персонажа Дюка, напоминавший одежду националистической организации Ку-клукс-клан. Геррити посчитала, что a La Mode стала хорошим поводом для нового привлечения внимания к Tokyo Mew Mew, и что Бэрри стала «типичной главной героиней», которая полюбится поклонникам серии. Джессика Чобот на сайте IGN подвергла мангу критике, отметив, что это произведение поначалу может понравиться читателю, но впоследствии быстро надоест ему. По её мнению, подобная манга, наполненная косплеем, может прийтись по вкусу только детям в возрасте от 7 до 15 лет.

### Об аниме
| Зрительский рейтинг    | Зрительский рейтинг    | Зрительский рейтинг    |
| (на 7 октября 2012 г.) | (на 7 октября 2012 г.) | (на 7 октября 2012 г.) |
| ---------------------- | ---------------------- | ---------------------- |
| Сайт                   | Оценка                 | Голосов                |
| Anime News Network     | · ссылка               | 704                    |
| AniDB                  | · ссылка               | 606                    |

На сайте THEM Anime сериал был назван «практически идеальной копией» Сейлор Мун; отмечалось, что в обоих сериалах пять главных героинь имеют схожие цвета, силы и сюжетные линии. Было сказано, что сериал не содержит в себе чего-либо примечательного или запоминающегося, а является обычным шоу девочек-волшебниц. Критике подверглись монстры, магические предметы и «разукрашенные» костюмы главных героинь. Песня, звучащая в конце серий, была названа «очень милой и глупой».
Благодаря маркетинговым мероприятиям сериал получил высокие рейтинги в Японии. Когда 4Kids анонсировала лицензию на подвергшееся монтажу аниме, поклонники серии открыто выразили беспокойство и провели несколько акций в надежде убедить компанию выпустить полную версию сериала. После следующих анонсов зрители были уже не так разочарованы, однако всё ещё надеялись на выход несокращённой версии сериала. Mew Mew Power являлся одним из наиболее успешных сериалов от 4Kids, став к осени 2005 года самым популярным шоу компании. Аниме в дубляже от 4Kids было впоследствии лицензировано для показа во Франции, Латинской Америке, Австралии, Новой Зеландии, Португалии, Греции, Южной Африке и Израиле.